# Himan e Heeb
Himan e Heeb (em somali: Ximan iyo Xeeb; também grafado Ximan e Xeeb) foi uma região autônoma na República Federal da Somália. Formada em 2008, sua capital era a cidade central de Adado (Cadaado). 

## Descrição geral
A região formada em 2008 pela diáspora somali, com Mohamed Aden Tiiceey sendo o primeiro presidente eleito de Himan e Heeb.
Em junho de 2013, Abdullahi Ali Mohamed (Barleh) foi eleito presidente do governo de Himan e Heeb.
Em janeiro de 2014, Barleh anunciou que seu governo havia rompido temporariamente os laços com o governo federal, alegando que as autoridades centrais não haviam feito o suficiente para atender aos interesses dos moradores da região. No entanto, ele indicou que a sua administração estava preparada para iniciar discussões com o governo federal em nome da unidade nacional, desde que as autoridades centrais atendessem às exigências dos seus eleitores.
Em 29 de janeiro de 2014, delegações de Himan e Heeb e da administração de Galmudug se reuniram em Galkayo para a primeira fase de uma série de discussões sobre a possível unificação dos dois territórios. A potencial fusão abrangeria todas as administrações da Somália Central, incluindo a parte de Galguduud administrada pelo grupo sufista moderado Ahlu Sunna Waljama'a. A iniciativa visa atender à estipulação da Constituição nacional de que "duas ou mais regiões podem se unir para formar um estado federal" e, assim, qualificar o território unificado para o status pleno de Estado-Membro Federal sob o Governo Federal.
Em 30 de julho de 2014, o Governo Federal da Somália endossou oficialmente um acordo assinado em Mogadíscio entre representantes de Galmudug, Himan e Heeb, e Ahlu Sunna Waljama'a. A cerimônia de formalização foi realizada no complexo presidencial de Villa Somalia e foi presidida pelo Presidente da Somália, Hassan Sheikh Mohamud, e pelo Primeiro-Ministro Abdiweli Sheikh Ahmed, com a presença de enviados da ONU, União Europeia, União Africana, Autoridade Intergovernamental para o Desenvolvimento (IGAD) e AMISOM. Também organizou uma série de reuniões consultivas com os representantes regionais, com cada parte consequentemente concordando em estabelecer uma nova administração nas regiões de Mudug e Galguduud.
Em 2015, Himan e Heeb fundiu-se com Galmudug para formar uma Galmudug muito maior, composta pelas regiões de Mudug e Galguduud.